# Mount Shattuck
Mount Shattuck ist ein 1430 m hoher Berg im Ellsworthgebirge des westantarktischen Ellsworthlands. Er ragt 5 km nordwestlich der Redpath Peaks am südlichen Ende der Independence Hills in der Heritage Range auf.
Das Advisory Committee on Antarctic Names benannte ihn 1966 nach Wayne M. Shattuck, einem Flugzeugmechaniker der United States Navy, der am 2. Februar 1966 beim Absturz der Douglas DC-3/LC-47J Spirit of McMurdo auf das Ross-Schelfeis ums Leben gekommen war.